# ممتلكات الدولة

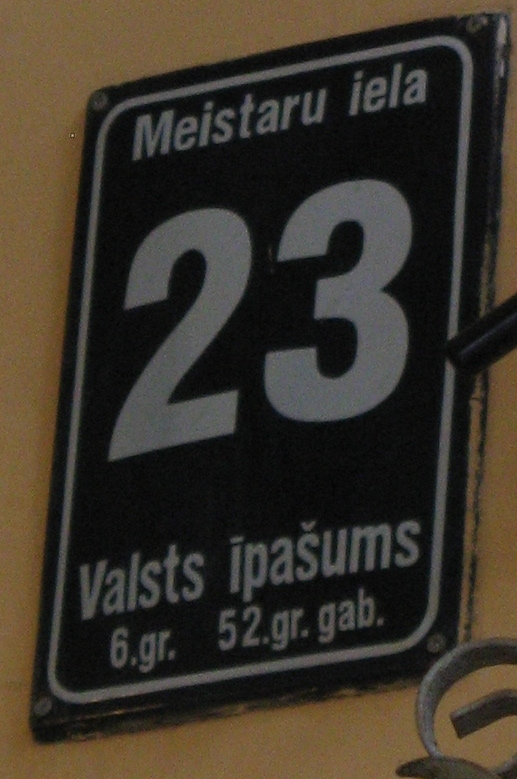

ملكية الدولة، وتسمى أيضًا بالملكية الحكومية والملكية العامة، هي ملكية صناعة أو أصل أو مشروع من قبل الدولة أو هيئة عامة تمثل مجتمعًا عوضًا عن فرد أو طرف خاص. تشير الملكية العامة تحديدًا إلى الصناعات التي تبيع السلع والخدمات للمستهلكين وتختلف عن السلع العامة والخدمات الحكومية الممولة بالميزانية العامة للحكومة. يمكن أن تكون الملكية العامة على المستوى الوطني أو الإقليمي أو المحلي أو البلدي للحكومة؛ أو يمكن أن تشير إلى الملكية العامة غير الحكومية المخولة للمؤسسات العامة المستقلة. الملكية العامة هي واحدة من الأشكال الرئيسية الثلاثة لملكية الممتلكات، وتختلف عن الملكية الخاصة والجماعية/التعاونية والملكية المشتركة.
تدار وتوظّف الأصول المملوكة للدولة في الاقتصادات التي تعتمد على السوق في كثير من الأحيان بصفتها شركات مساهمة تمتلك فيها الحكومة كافة أسهم الشركة أو الحصّة المسيطرة منها. يشار إلى هذا النموذج في كثير من الأحيان بأنه مؤسسة مملوكة للدولة. قد تعمل المؤسسة المملوكة للدولة بطرق شتى بمثابة شركة غير ربحية إذ قد لا تكون ملزمة بأن تدر ربحًا، بصفتها مؤسسة تجارية في القطاعات التنافسية، أو أنها احتكار طبيعي. قد تستخدم الحكومات أيضًا المنشآت المدرة للربح التي تملكها لدعم الموازنة العامة. يطلق اسم خصخصة الإدارة عند إحداث مؤسسة مملوكة للدولة تتخذ شكل آخر من أشكال الملكية العامة.
في الاقتصادات السوفييتية، كانت ممتلكات الدولة هي الشكل السائد للصناعة بصفتها من الممتلكات. تحتكر الدولة الأراضي والموارد الطبيعية، وتعمل المؤسسات في ظل الإطار القانوني للاقتصاد المخطط اسميًا، وبالتالي وفقًا لمعايير مختلفة عن المؤسسات في اقتصاد السوق والاقتصاد المختلط.
التأميم هو عملية تحويل الأصول البلدية أو الخاصة إلى حكومة مركزية أو هيئة حكومية. تفويض السلطة للبلديات هي عملية نقل الأصول الخاصة أو المملوكة للدولة إلى حكومة بلدية.

## المؤسسات المملوكة للدولة
تعد المؤسسة المملوكة للدولة مؤسسة تجارية تملكها هيئة حكومية في سوق رأسمالي أو اقتصاد مختلط. تُعزى أسباب ملكية الدولة للمؤسسات التجارية إما لأن المؤسسات المعنية هي احتكار طبيعي وإما لأن الحكومة تعزز التنمية الاقتصادية والتصنيع. قد أو لا يُتوقع من المؤسسات المملوكة للدولة أن تُوظّف بالكيفية التجارية إجمالًا وقد أو لا يكون لها احتكارات في مجالات أنشطتها. يكون تحويل الهيئات والوكالات الحكومية إلى شركات مملوكة للحكومة في بعض الأحيان علامة على الخصخصة.
تعد اقتصادات الدولة الرأسمالية اقتصادات سوق رأسمالية وتتمتع بقدر كبير من الأعمال التجارية المملوكة للحكومة.

## في صدد الاشتراكية
تعد الملكية العامة لوسائل الإنتاج مجموعة فرعية من الملكية الاشتراكية، وهي السمة المحددة للاقتصاد الاشتراكي. إلا أنه لا تعد اشتراكية الدولة والتأميم اشتراكيتين في حد ذاتهم، إذ يمكن أن توجد ضمن طائفة واسعة من الأنظمة السياسية والاقتصادية المختلفة لمجموعة متنوعة من الأسباب. لا تنطوي ملكية الدولة في حد ذاتها على الملكية الاشتراكية إذ تنتمي حقوق الدخل إلى المجتمع بصفة عامة. بناءً على ذلك، تكون ملكية الدولة مجرد تعبير واحد محتمل للملكية العامة والتي تختلف في حد ذاتها عن مفهوم الملكية الاشتراكية الأوسع نطاقًا.
تعني الملكية العامة في سياق الاشتراكية أن فائض الإنتاج الذي تنتجه الأصول المملوكة ملكية عامة يعود على المجتمع بأسره في هيئة عائد اجتماعي بدل من أن يعود على فئة بارزة من أصحاب رأس المال الخاص. توجد طائفة متنوعة من الأشكال التنظيمية للقطاع الصناعي الذي تديره الدولة بدءًا من الإدارة التكنوقراطية المتخصصة إلى الإدارة المباشرة الذاتية للعمال. تعد الملكية العامة في المفاهيم التقليدية للاشتراكية غير السوقية وسيلة لدعم وسائل الإنتاج بصفتها مقدمة لإحداث التخطيط الاقتصادي لتخصيص الموارد بين المنظمات، وفقًا لما تقتضي الحكومة أو الدولة.
نودي بملكية الدولة بصفتها أحد أشكال الملكية الاشتراكية لدواعٍ عملية مع عد الدولة بمثابة المرشح البديهي لامتلاك وتشغيل وسائل الإنتاج. يفترض المنادون أن الدولة ستدير الموارد والإنتاج لصالح الجمهور، بصفتها ممثلة المصلحة العامة. قد تتعارض ملكية الدولة، بصفتها شكل من أشكال الملكية الاشتراكية، مع المؤسسات التعاونية والملكية المشتركة. يمكن وصف النظريات الاشتراكية والمذاهب السياسية التي تحبذ ملكية الدولة لوسائل الإنتاج باشتراكية الدولة.
حظيت ملكية الدولة باعتراف فريدريك إنجلز في كتابه الاشتراكية: الخيالية والعلمية، كما رأى أنها لا تستغني في حد ذاتها عن الرأسمالية، بما في ذلك عملية رأس المال وبنية العمل المأجور. يرى إنجلز أن ملكية الدولة للصناعة التجارية ستجسد المرحلة الختامية للرأسمالية، وتتمثل في ملكية وإدارة الإنتاج والتصنيع على نطاق واسع من خلال الدولة.
ترتبط الملكية العامة في المملكة المتحدة في معظمها مع حزب العمال (وهو حزب اشتراكي ديمقراطي يحسب على تيار وسط اليسار)، ويعزى ذلك على وجه التحديد إلى احداث البند الرابع من «بيان حزب العمال» عام 1918. وضع «البند الرابع» سيدني ويب، أحد أفراد الجمعية الفابية.